# Педологија (дете)
Педологија (грч. pais, paidos - дете, logos - наука) је наука која се бави проучавањем понашања и развоја детета, и не треба да се меша са педагогијом, која је наука или вештина подучавања.
Почеци овог тренда у психологији и педагогији датирају с краја 18. века издвајањем гране психологије која би требало да буде база за педагогију, падагошка психологија или „експериментална педагошка психологија“, „експериментална педаогија“ или „експериментално васпитање“.
Термин „педологија“ је 1893. године предложио амерички истраживач Оскар Крисман. На крају 19. века, педологија као компрехенсивно проучавање детета је постала активна у Европи као покушај да се створи студија деце у смислу природне науке. Године 1909. професор Казимир Твардовски је основао Педолошко друштво у Лвиву (Аустроугарска) (сада Украјина). Године 1910. слично друштво је основано у Крајову. Године 1911. одржан је први Светски конгрес педолога у Бриселу, Белгији на ком су учествовали научници из 22 земље.
Први светски рат је зауставио развој педологије у Европи.
Како се ова наука никада није у потпуности развила, не постоје опште установљена схватања у вези са тим шта ова педологија подразумева и које методе користи.

## Почеци и развој
Термин педологија је први употребио амерички педагог О. Крисман крајем 19. века, са значењем науке о психичком и физичком развоју детета, од рођења до потпуне зрелости. Педологија се, такође, у америчким енциклопедијама одређивала и као наука о детету у целини, његовом животу, развоју, стварном бићу.
Даљем развоју педологије допринео је амерички психолог Стенли Хол почетком 20. века својим истраживањима о младима у доба пубертета и адолесценције. Са самим почетком 20. века педологија као наука се појављује и на тлу Русије и бива прихваћена од стране познатих руских психолога В. М. Бехтјарева и А. П. Ничајева. Управо ови психолози доприносе популаризацији педологије у Русији, али и целој Европи, што као последицу има бројне конгресе педолога (1906. и 1909. године) и много нових педолошких истраживања. Након Октобарске револуције 1917. године педологија постаје основа званичне просвете Совјетског Савеза. Један од најизразитијих заступника педологије у Совјетском Савезу био је П. П. Блонски, који је написао два дела на ову тему - Педологија и Педологија и школа. Педологија даље узима маха у СССР-у, па се 1927. и 1928. године одржава више конференција и конгреса педолога, почиње са штампом часопис Педологија 1928. године, а активно се укључују и други руски теоретичари, А. Б. Залкинд и М. Ј. Басов. Педологија чак почиње да се схвата као наука која врши синтезу свих знања до којих се долази у другим посебним наукама о детету и човеку (психологији, социологији, антропологији). 
Од 1936. године педологија бива осуђена као изопачавање науке о детету, рад педолога се забрањује и они се избацују из школа, педолошки истраживачки центри се затварају, часописи забрањују, а књиге подвргавају критици. Један од највећих критичара педологије био је у то време познати совјетски педагог А. С. Макаренко, који је исмејавао рад, схватања и захтеве педолога. Одавде креће гашење и коначни крај педологије у СССР-у, али и уопште.

## Главне идеје
Педолози су полазили од става да развој детета зависи од два фактора: од наслеђа и од друштвене средине, и оба ова фактора су константна и непроменљива. Наслеђе је, по педолозима, јако битно јер је оно нека врста судбине за свако дете, с обзиром да гени које дете доноси рођењем имају пресудну улогу у развоју. Свако дете је производ дејства фактора наслеђа и средине и на њих се не може утицати споља. Ни један други фактор развоја личности (као нпр. васпитање, свесна делатност, сопствена активност) нема никакав утицај на прва два фактора, па самим тим ни на развој детета.
Педолози су се бавили проучавањем телесне конституције детета, умним развојем, условима живота у породици и средини итд. , при чему су користили многе тестове и мерили IQ - коефицијент интелигенције. Они су овим истраживањима дошли до важних сазнања о детету, али њихов циљ је био упознавање детета и разумевање његовог развоја, а не проналажење метода и средстава за утицање на развој.
С обзиром да је педологија била заснована биологистички, нативистички и схваћена социологистички, она је у једном тренутку била сматрана кориснијом и поузданијом од педагогије. Педолошка сазнања су утицала на груписање деце по способностима и степену развијености у васпитању: тешка деца и умно заостала деца су ишла у специјална одељења и одвајана су од нормалне деце. Основе за организацију наставе и рада педолошких школа биле су дечја интересовања и темпо развоја.